# Zotzenheim
Zotzenheim là một Ortsgemeinde – một đô thị thuộc một Verbandsgemeinde, một dạng đô thị tập thể chỉ có ở Rheinland-Pfalz – huyện Mainz-Bingen thuộc bang Rheinland-Pfalz, phía tây nước Đức. Đô thị Zotzenheim có diện tích 3,18 km², dân số thời điểm ngày 31 tháng 12 năm 2006 là 672 người.